# Закат (Остаться в живых)
Закат (англ. Sundown) — шестая серия шестого сезона и сто девятая серия в общем счёте телесериала «Остаться в живых». Центральным персонажем серии стал Саид. Премьера состоялась 2 марта 2010 года на канале ABC в США. Показ в России состоялся 9 марта 2010 года на Первом канале. Режиссёром стал Бобби Рот, а сценарий написали Грэхэм Роланд и Пол Збыжевски.

## Сюжет

### Альтернативная реальность
После событий премьеры сезона Саид Джарра приезжает в дом своего брата Омера и его жены — Надьи. Поздно ночью Омер говорит Саиду, что он задолжал значительную сумму денег, и просит его помочь решить проблему. Саид отказывается, потому что он больше не желает быть жестоким. На следующий день Омера жестоко избивают (он попадает в больницу, в которой работает Джек), но Надья просит Саида не вмешиваться. Надья и Саид обсуждают чувства друг к другу, что вынуждает Саида сказать, что он не считает себя достойным Надьи. Позже Саида насильно приводят к кредитору Омера — Мартину Кими. После короткого разговора Саид убивает Кими и его людей. Покидая помещение, он случайно находит Джина Квона, которого держали связанным в морозильной камере.

### 2007 год
После событий предыдущей серии Саид расспрашивает Догена о том, почему тот хотел отравить его. Доген отвечает, что Саид — это зло. Они вступают в схватку, но Доген отказывается убивать Саида, вместо этого изгоняя его из храма. В то же время Человек в чёрном посылает Клэр в храм, чтобы она попросила Догена выйти к нему. Тот отказывается покинуть храм и приказывает бросить Клер в яму. Затем он даёт Саиду кинжал и поручает ему убить Человека в чёрном, чтобы доказать, что он остаётся хорошим человеком. Саид делает всё в соответствии с инструкциями, но удар кинжала не приносит желаемого результата. Человек в чёрном объясняет, что, если Саид будет сотрудничать с ним, он сможет иметь всё, что захочет, в том числе Надью, которая в этой временной линии уже мертва. Саид отправляется обратно в храм с посланием для Других.
Саид передаёт Другим ультиматум Человека в чёрном: либо они покидают храм и присоединяются к нему, либо они будут убиты на закате. Это вызывает панику среди Других, большинство из которых, включая Синди, решают уйти. Посреди хаоса Кейт Остин возвращается в храм в поисках Клер. Она убеждает Леннона отвести её к пленнице. Кейт объясняет, что она растила сына Клер — Аарона — на протяжении последних трёх лет, но их разговор прерывают. Тем временем Доген рассказывает Саиду, как он попал на Остров: несколько лет назад он был бизнесменом в Японии; однажды ночью он сел пьяным за руль и попал в аварию вместе с 12-летним сыном. Джейкоб был в больнице и предложил исцелить сына Догена в обмен на его обещание приехать на Остров и никогда не возвращаться. Когда Доген заканчивает свой рассказ, Саид сталкивает его в источник и топит. После этого он убивает Леннона, перерезав тому горло. Только Доген удерживал Человека в чёрном вне стен храма, и после его смерти тот опустошает храм в облике дымового монстра.
Илана Верданская, Сун Квон, Фрэнк Лапидус и Бен Лайнус прибывают в храм вскоре после нападения и начинают поиск других кандидатов. Бен отправляется на поиски Саида, но убегает, когда видит, что Саид убил Догена и Леннона. Кейт отделяется от группы и идёт за Клер. Илана, Сун, Фрэнк, Бен и Майлз Стром бегут через потайной ход. После нападения Саид, Клер и Кейт присоединяются к Другим во главе с Человеком в чёрном.